# Parálisis Permanente
Parálisis Permanente var ett spanskt punkband som var aktivt 1981-1983. 

## Diskografi
- Autosuficiencia (1981)
- Quiero ser santa (1982)
- El Acto (1982)
- Nacidos para dominar/Sangre (1983)
- Singles y primeras grabaciones (1995)